# Paralaea tasimata
Paralaea tasimata là một loài bướm đêm trong họ Geometridae.